# Еріх Браунайс
Еріх Франц Браунайс (нім. Erich Franz Brauneis; 16 березня 1894, Відень — 20 серпня 1954, Бремен) — австро-угорський і німецький морський офіцер, фрегаттен-капітан крігсмаріне. Кавалер Лицарського хреста Залізного хреста.

## Біографія
11 вересня 1913 року вступив в австро-угорський ВМФ. Під час Першої світової війни служив на лінійному кораблі «Ерцгерцог Карл», міноносці SM-64, крейсері «Ерцгерцог Фрідріх». Після закінчення війни в 1919 році демобілізований. Після аншлюсу 1 грудня 1938 року зарахований в запасну інспекцію в Бремені. З 10 лютого 1940 року — вахтовий офіцер на навчальному кораблі «Шлезвіг-Гольштейн», а 17 серпня 1940 року переведений в морський кадровий батальйон в Мюнстерлагері. 30 серпня 1940 року відряджений на військово-морську службу в Булонь. У вересні 1940 року призначений начальником транспортних суден в Тернойцеві, а в листопаді 1940 року — в Булоні. З 20 грудня 1941 року — командир 17-ї, з 1 квітня 1942 року — 24-ї десантної флотилії. Одночасно очолював пункт збору донесень при адміралі в Східній Балтиці. Відзначився під час бойових дій в фінських водах, а також під час оборони від радянських військ острова Езель. В травні 1945 року здався союзникам. 25 серпня 1945 року звільнений.

## Звання
- Морський кадет (1 серпня 1915)
- Морський фенріх (1 травня 1916)
- Фрегаттен-лейтенант (1 листопада 1916)
- Оберлейтенант-цур-зее (17 січня 1939)
- Капітан-лейтенант (1 червня 1939)
- Корветтен-капітан (1 квітня 1936)
- Фрегаттен-капітан (1 лютого 1944)

## Нагороди
- Військовий Хрест Карла (1917)
- Пам'ятна військова медаль (Австрія) з мечами
- Почесний хрест ветерана війни з мечами (1939)
- Медаль «За вислугу років у Вермахті» 4-го класу (4 роки; 1 вересня 1939)
- Залізний хрест
  - 2-го класу (18 грудня 1941)
  - 1-го класу (1 вересня 1942)
- Нагрудний знак мінних тральщиків (14 жовтня 1942)
- Німецький хрест в золоті (27 травня 1944)
- Орден Хреста Свободи 3-го класу з мечами (Фінляндія; 28 червня 1944)
- Відзначений у Вермахтберіхт
  - «В семитижневому бою біля острова Езель і в останньому бою на Сворбе охоронні загони ВМС під командуванням фрегаттен-капітана Браунайса і фрагеттен-капітана Кіффера відзначились успішною обороною узбережжя від переважаючих радянських ВМС. Особливого визнання заслуговують досягнення бойових екіпажів наших поромів і тральщиків під керівництвом командира 9-ї охоронної дивізії, фрегаттен-капітана фон Бланка.» (25 листопада 1944)
- Лицарський хрест Залізного хреста (28 грудня 1944)